# Jatropha woodii
Jatropha woodii är en törelväxtart som beskrevs av Carl Ernst Otto Kuntze. Jatropha woodii ingår i släktet Jatropha och familjen törelväxter.
Artens utbredningsområde är KwaZulu-Natal. Inga underarter finns listade i Catalogue of Life.